# Nueva Pompeya
Ne doit pas être confondu avec Misión Nueva Pompeya.
Nueva Pompeya est un des quarante-huit quartiers de Buenos Aires. Situé dans la partie sud de la ville, c'est l'un des quartiers ouvriers qui ont su conserver une tradition très liée au tango. 
Nueva Pompeya est limité à l'ouest par le quartier de Villa Soldati, par Flores, Parque Chacabuco y Boedo au nord, Parque Patricios au nord-est et Barracas à l'est. Au sud, le Rio Riachuelo, qui marque la limite sud de la ville, sépare le quartier des localités de Piñeyro et Valentín Alsina. Le quartier est inclus dans la commune 4, qui couvre une partie du sud-est de Buenos Aires.